# Hans Moravec
Hans Peter Moravec (* 30. listopadu 1948 Kautzen) je rakousko-kanadský vědec v oboru kybernetiky.

## Život
Narodil se 30. listopadu 1948 ve městě Kautzen v Rakousku, ale již v dětství se s rodiči přestěhoval do Kanady. Velkou část svého života strávil na univerzitě Carnegieho–Mellonových v americkém Pittsburghu jako vedoucí Institutu robotiky, se kterým spolupracuje dodnes. V současné době působí ve společnosti Seegrid Corporation, která mimo jiné vyvíjí autonomní vozidla fungující na principu strojového vidění, na pozici vrchního vědeckého pracovníka. O soukromém životě se na veřejnosti nevyjadřuje, pravděpodobně tedy neexistují žádné podložené informace o jeho vztazích a případné rodině a dětech.

## Studium
Svůj první bakalářský titul z oboru „Engineering“ (česky „inženýrství“) získal na univerzitě Loyola v Montrealu v roce 1967. Tím jeho bakalářská studia neskončila, neboť v roce 1969 obdržel další, tentokrát z matematických studií na univerzitě Acadia nacházející se v malém městě Wolfville v provincii Nové Skotsko v Kanadě.
Magisterský titul v oboru počítačové vědy obdržel na základě vypracování a obhajoby své magisterské práce s názvem “A Lisp-like Language Based on Variably Sized List Elements„ v roce 1971 na univerzitě v západním Ontariu (University of Western Ontario). Název práce lze volně přeložit jako „Programovací jazyk podobný jazyku Lisp založený na proměnné velikosti prvků seznamu“.
Doktorské studium na Stanfordově univerzitě) dokončil v roce 1980. V jeho rámci vypracoval pro budoucí vývoj robotiky důležitou práci nesoucí název „Obstacle Avoidance and Navigation in the Real World by a Seeing Robot Rover“ (česky lze volně přeložit jako vyhýbání se překážkám a navigace ve skutečném světě viděním robotického vozítka). Fyzickým cílem práce bylo sestrojit robotické vozítko, které by bylo schopné se správně pohybovat v prostoru díky kameře.

## Zaměstnání
Po dokončení studia se přesunul na robotický institut univerzity Carnegieho–Mellonových a začal zde pracovat jako výzkumný pracovník. Postupně se však vypracoval až na výzkumného profesora (nemá povinnost učit, může se plně soustředit na vědecký výzkum). Současně až do roku 2005 vedl jeho mobilní robotickou laboratoř.
Od roku 2003 se jeho působnost rozšiřila i do soukromého sektoru. Založil společnost Seegrid Corporation a stal se jejím vrchním vědeckým pracovníkem.

## Přínos světu robotiky

### Stanford Cart
Moravec se zabýval hlavně strojovým viděním a svou doktorskou prací si v podstatě předznamenal velkou část své životní kariéry. Robotické vozítko, které v rámci své práce sestrojil, resp. vylepšil, nazývá „The Cart“, ale jinak se spíše vžilo přesnější označení Stanford Cart podle místa, kde vozítko vzniklo. Sám Moravec ve své práci vozítko s humorem popisoval jako vyšší karetní stolek osazený čtyřmi koly.
Jediné vstupní zařízení je kamera. Při typickém uvedení do provozu bylo vždy zapotřebí provést kalibraci kamery. Ta se prováděla před bílou zdí, na které byly pravidelně rozmístěny černé puntíky. Poté bylo vozítko dopraveno na začátek testovací dráhy. Laboratorní testy probíhaly jak v interiéru, tak v exteriéru, typicky se jednalo o místnost, kde samotný vývoj probíhal, nebo o příjezdovou cestu k laboratoři. Překážky často reprezentovaly krabice nebo nábytek.
Hlavní Moravcovo vylepšení systému spočívalo v umístění kamery na mechanický posuvník, který umožňoval se kameře pohybovat ze strany na stranu, a ekvivalentní úpravě programu pro zpracování dat. Před zahájením pohybu vozítka tedy kamera pořídila několik snímků z několika různých pozic na posuvníku. Zpracování pak přineslo přesnější informace o trojrozměrném prostoru.

### Moravcův paradox
Pro stroje snadné řešit úlohy, které jsou pro člověka obtížné, např. řešení složitých matematických úloh, na druhou stranu je pro ně, ale velmi složité řešit problémy, se kterými si poradí již batolata, např. postavit věž z kostek. Takto by se dala formulovat jedna z Moravcových myšlenek publikovaných v knize Mind Children. Tento paradox začal být podle svého autora označován jako Moravcův.

## Knihy
Kromě práce ve vědě se věnuje i futuristice. Věřil tomu, že do roku 2050 umělá inteligence převýší schopnosti člověka a za svůj život stihl kromě mnoha vědeckých článků a publikací vydat i dvě poměrně odvážné knihy, ve kterých si s těmito myšlenkami pohrává.
První z nich nese název Mind Children: The Future of Robot and Human Intelligence (Děti mysli: budoucnost robota a lidské inteligence). V knize popisuje průběh nadvlády robota nad člověkem v několika krocích. Nejprve budou roboti umět to, co člověk, pouze o něco lépe. Poté se naučí i to, co člověk nedokáže. Pak ovládnou Zemi a celý vesmír. Přestože lidé budou z jejich práce nejprve těžit, postupně upadnou v zapomnění, jako staří rodiče svých dětí. Samozřejmě se najdou jednotlivci snažící se o odpor, ale ten již nebude možný. Zmiňuje zde také myšlenku již výše zmíněného Moravcova paradoxu.
V pořadí druhá kniha, ROBOT: Mere Machine to Transcendent Mind (ROBOT: Jediný stroj vedoucí k transcendentní mysli), se zabývá velmi podobnými tématy. Kromě techniky zahrnují Moravcovy myšlenkové pochody i problémy sociobiologie, filosofie a další, avšak myšlenky se zdají být mnohem reálnější a kniha přináší přesvědčivé líčení toho, jak to s námi a stroji bude v příštích 50 letech obohacené vizemi z daleké budoucnosti.